# الجمعية الشعبية العليا
الجمعية الشعبية العليا (بالكورية: 최고인민회의) هو برلمان جمهورية كوريا الشعبية الديمقراطية. عدد أعضاء الجمعية هو 687 يتم انتخابهم كل خمس سنوات. آخر تلك الانتخابات حدثت في 8 مارس 2009. كيم يونج نام هو الرئيس الحالي للجمعية. تعد الجمعية أقوى سلطة في الجمهورية، بحسب القوانين.